# Calamagrostis spruceana
Calamagrostis spruceana är en gräsart som först beskrevs av Hugh Algernon Weddell, och fick sitt nu gällande namn av Eduard Hackel och Luis Aloysius, Luigi Sodiro. Calamagrostis spruceana ingår i släktet rör, och familjen gräs.
Artens utbredningsområde är Ecuador. Inga underarter finns listade i Catalogue of Life.